# Ach, śpij kochanie
Ach, śpij kochanie – jedna z najbardziej znanych polskich kołysanek. Została napisana w 1938 roku przez Henryka Warsa (muzyka) i Ludwika Starskiego (tekst).
Kołysanka została wykonana pierwszy raz przez Adolfa Dymszę i Eugeniusza Bodo w polskim filmie Paweł i Gaweł w 1938 roku.
Wykonywana („coverowana”) i nagrywana wielokrotnie przez innych wykonawców, także pod tytułem „Śpij kochanie” (Jerzy Połomski) i „Dlaczego nie chcesz spać” (m.in. Maryla Rodowicz, Jarema Stępowski).